# قوسار قشلاق
قوسار قشلاق (به لاتین: Kusarkyshlakh) یک منطقه مسکونی در جمهوری آذربایجان است که در شهرستان خاچماز واقع شده است.